# 加登城鎮區 (芬尼縣)
加登城鎮區（英語：Garden City Township）為位在美國堪薩斯州芬尼縣的鎮區。2010年美国人口普查中該鎮區人口有5,761人。

## 地理
加登城鎮區涵蓋面積327.1平方（126.3平方英里），境內擁有一座城鎮：加登城（縣治）。

### 墓園
根據美國地質調查局的資料，此鎮區擁有3座墓園：
- Hulpieu Homestead墓園（Hulpieu Homestead Cemetery）
- 森塞特紀念花園（Sunset Memorial Gardens）
- 瓦利維尤墓園（Valley View Cemetery）

## 交通
- 加登城試驗機場（Garden City Experiment Station Airport）

## 人口統計
根據2010年美國人口普查，加登城鎮區人口有5,761人，人口密度為17.66人/平方公里。種族組成方面，白人4,468人；非裔美洲人67人；美洲原住民66人；亞洲人50人；太平洋島民0人；其他種族933人；兩個或以上種族177人。另外西班牙裔美國人及拉丁美洲人為3,123人。

## 外部連結
- US-Counties.com
- City-Data.com（页面存档备份，存于）